# Berabevú
Berabevú es una localidad ubicada en el departamento Caseros, al sur de la provincia de Santa Fe, Argentina. Dista 150 km de la ciudad de Rosario y 320 km de Santa Fe (capital).
Cuenta con 2101 habitantes (Indec, 2022), lo que representa un decremento del 9,12% frente a los 2312 habitantes (Indec, 2010) del censo anterior.
La actividad económica está basada mayormente en la producción agropecuaria (soja, trigo, maíz, vacunos), cuenta además con pequeñas industrias dedicadas al agro y a la producción de alimentos.

## Historia
- 1 de julio de 1902 se funda, con la inauguración del ferrocarril. Enrique H. Woodgate, de la empresa Ferrocarriles Argentinos, escritura el 13 de agosto de 1901, dos terrenos a ambos lados de la estación: lotes 50 y 58 de la "Colonia Palencia", de José y Felipe Migliore. En Córdoba, encarga el loteo a la firma Astrada Hnos. y Pérez, vuelve con el plano y ofrece los terrenos a la venta con beneficiosos planes de pago. El nombre Berabevú es un arbusto nativo, "duraznillo de frutos rojizos", que cubría el lugar.

- 2 de julio de 1908, el pueblo surge y el Gobierno de Santa Fe, por decreto crea la Comisión de Fomento, y delimita su jurisdicción.

- 1907 se crea la Escuela Nacional 29.

## Santo Patrono
- San Jorge, festividad: 23 de abril

## Parajes
- 4 Esquinas

## Clubes
- Club Social, Mutual y Cultural Deportivo Berabevú
- Club 9 de julio

## Fiesta del Maíz
- Anualmente en la última semana de octubre

## Creación de la Comuna
- 2 de julio de 1908

## Población
Cuenta con 2,225 habitantes (Indec, 2010), lo que representa un incremento del 1% frente a los 2,205 habitantes (Indec, 2001) del censo anterior.
| Gráfica de evolución demográfica de Berabevú entre 1980 y 2022 |
|                                                                |
| Fuente: Censos nacionales del INDEC                            |

## Parroquias de la Iglesia católica en Berabevú
| Diócesis  | Venado Tuerto |
| --------- | ------------- |
| Parroquia | San Jorge     |

### Ubicación geográfica y datos del tiempo
- Coordenadas geográficas
- Coordenadas geográficas

- Datos: Q1946782